# عقيرباء إسطاجانكية
عقيرباء إسطاجانكية (الاسم العلمي: Euscorpius tergestinus) هي نوع من العنكبوتيات يتبع جنس العقيرباء من الفصيلة العقيربية.
سمي هذا النوع نسبةً إلى مدينة ترييستي الإيطالية حيث (باللاتينية: Tergeste) أو بالعربية إصطاجانكو أو إسطاجانكو هو الأسم القديم لهذه المدينة.